# Imagine: John Lennon
Imagine: John Lennon è un film documentario del 1988 diretto da Andrew Solt sulla vita del celebre musicista britannico.

## Trama
Documentario biografico sul musicista britannico John Lennon, dove vengono raccontate le due fasi musicali dell'artista, come membro dei Beatles e come solista. In aggiunta, sono presenti il famoso diverbio con il fumettista Al Capp durante il Bed-In di Montreal del 1969; il colloquio di Lennon con un suo fan hippy incontrato casualmente mentre dormiva per strada come un barbone, e un paio di registrazioni inedite: un demo acustico di Real Love inciso nel 1979 e la prima take di Imagine. Altra scena famosa è quella nella quale Lennon ed Harrison, seduti a tavola nella cucina di Ascot, ironizzano sulla carriera solista del loro ex-compagno nei Beatles Paul McCartney (qui chiamato "Beatle Ed"), che fa da introduzione all'esecuzione di How Do You Sleep?

## Colonna sonora
La colonna sonora del film documentario è una raccolta di brani dei Beatles e di John Lennon solista da lui scritte (con o senza Paul McCartney) e interpretate (unica eccezione Twist and Shout, solo interpretata dai Beatles e cantata da John).
Originariamente pubblicato quell'anno come doppio album, attualmente rimane reperibile su un unico CD.

### Tracce
1. Real Love - 2:48 (Inedita)
2. Twist and Shout - 2:33 (Originariamente dei Beatles dall'album Please Please Me)
3. Help! - 2:18 (Originariamente dei Beatles dall'album Help!)
4. In My Life - 2:25 (Originariamente dei Beatles dall'album Rubber Soul)
5. Strawberry Fields Forever - 4:07 (Originariamente dei Beatles prima uscito singolarmente e poi inserito nell'album Magical Mystery Tour)
6. A Day in the Life - 5:06 (Originariamente dei Beatles dall'album Sgt. Pepper's Lonely Hearts Club Band)
7. Revolution - 3:24 (B-side del singolo dei Beatles Hey Jude)
8. The Ballad of John and Yoko - 2:58 (Originariamente dei Beatles)
9. Julia - 2:54 (Originariamente dei Beatles dal White Album)
10. Don't Let Me Down - 3:34 (B-side del singolo dei Beatles Get Back)
11. Give Peace a Chance - 4:53 (singolo pubblicato in nessun album di Lennon)
12. How? - 3:41 (dall'album di Lennon Imagine)
13. Imagine - 1:25 (nastro demo)
14. God - 4:09  (dall'album di Lennon John Lennon/Plastic Ono Band)
15. Mother - 4:45 (dall'album di Lennon Live in New York City)
16. Stand by Me - 3:28 (dall'album di Lennon Rock 'n' roll)
17. Jealous Guy - 4:14 (dall'album di Lennon Imagine)
18. Woman - 3:33  (dall'album di Lennon Double Fantasy)
19. Beautiful Boy (Darling Boy) - 4:05  (dall'album di Lennon Double Fantasy)
20. (Just Like) Starting Over - 3:59  (dall'album di Lennon Double Fantasy)
21. Imagine - 3:02 (dall'album di Lennon Imagine)